# Мирослав Мілевський
Мирослав Мілевський (пол. Mirosław Milewski; 1 травня 1928, Ліпськ — 23 лютого 2008, Варшава) — польський генерал і комуністичний політик, член Політбюрота секретар ЦК ПОРП, міністр внутрішніх справ ПНР у 1980—1981 роках. Партійний куратор органів держбезпеки у першій половині 1980-х років. Активний учасник політичних репресій, організатор переслідувань Солідарності. Був одним з лідерів «партійного бетону» — ортодоксально-сталінського крила ПОРП. Притягувався до партійної відповідальності за корупційними звинуваченнями. Знято з усіх посад після вбивства Єжи Попелушка. У Третій Речі Посполитій притягувався до судової відповідальності, проте звільнено за віком і станом здоров'я.

## Походження
Народився у сім'ї провінційної інтелігенції. Болеслав Мілевський, батько Мирослава Мілевського, працював у кредитному кооперативі та тримав майстерню. Мати, Анастазія Мілевська, була сільською вчителькою. Сімейне виховання було засноване на засадах католицької релігії. Болеслав Мілевський очолював у Ліпську організацію Католицька акція.
За нацистської окупації, у підліткові роки, Мирослав Мілевський працював разом з батьком у магазині. У 1943 році окупанти взяли у заручники батьків і сестру Мирослава та стратили. За деякими даними, Анастазія Мілевська була зв'язною Армії Крайової (АК).

## Кар'єра у держбезпеці

### За Берута
Мирослав Мілевський підтримав вступ до Польщі радянських військ. Влітку 1944 року він включився у діяльність СМЕРШ на території Польщі. Вступив на службу до августівського управління Міністерства громадської безпеки (МГБ). З 1945 року перебував в урядущій комуністичній ПРП, з 1948 року — у ПОРП. Повністю підтримував сталінський режим Болеслава Берута.
Попри свою молодість, Мілевський вважався цінним співробітником МГБ. Брав участь у придушенні антикомуністичного повстанського руху, зокрема Августовській облаві, у репресіях проти політичної опозиції та захоплення бійців АК.

### За Гомулки
До початку 1960-х років Мирослав Мілевський служив в Августівському повітському, Білостокському воєводському та Варшавському управліннях МГБ, потім КГБ, а з 1956 року — комендатурах громадянської міліції й управліннях Служби безпеки (СБ). Обіймав посади у підрозділах економічного та промислового контролю, сільської інспекції та політичного розшуку. У 1962 році у званні майора міліції переведено до центрального апарату МВС ПНР. До 1969 року обіймав посаду заступника начальника I департаменту МВС (розвідка). У 1969—1971 роках — начальник I департаменту.
За правління Владислава Гомулки Мілевський політично орієнтувався на «фракцію партизанів» Мечислава Мочара. З тією різницею, що Мілевський був прихильником «реального соціалізму» та комуністичної держави у «звичайному» варіанті, без націонал-комуністичного ухилу.

### За Герека
Службовому підйому Мілевського парадоксальним чином сприяли драматичні події 1970—1971 років. Усунення Гомулки та затвердження Едварда Герека першим секретарем ЦК ПОРП змінили кадрове становище у МВС. 25 січня 1971 року Мирослав Мілевський отримав призначення заступника міністра внутрішніх справ у званні генерала бригади. З грудня 1971 року — кандидат у члени ЦК ПОРП. У 1979 році Мілевському за поданням голови Держради ПНР Генрика Яблоньського надано звання генерала дивізії.
За низкою оцінок, глава МВС Станіслав Ковальчик лише формально очолював міністерство, тоді як усі важливі рішення ухвалювались Мілевським. Він тісно взаємодіяв з секретарем ЦК з адміністративних органів Станіславом Канею, вважався його креатурою у внутрішньопартійних розкладах.
У 1970-ті роки Мілевський був одним з організаторів Afera «Żelazo» — кримінальних операцій польської розвідки у західноєвропейських країнах. Отримані внаслідок грабежів золоті речі, предмети антикваріату, інші цінності направлялися на фінансування розвідувальних операцій. Однак, згідно зі свідченнями самого Мілевського, частина з них була присвоєна сімействами партійної верхівки.
З самого початку своєї кар'єри Мілевський був особливо тісно пов'язаний із СРСР і радянським КДБ. Підтримував стосунки сімейної дружби з офіцерами радянських спецслужб у Польщі.

## У вищому керівництві

### Генерал від «бетону»
Максимальне піднесення Мирослава Мілевського припало на період найбільшої соціально-політичної кризи ПНР. У серпні 1980 року у Польщі піднявся небувалий потужний страйковий рух, який призвів до створення профспілки Солідарність. Відбулася зміна партійно-державного керівництва. Станіслав Каня змінив Едварда Герека на посаді першого секретаря ЦК ПОРП. Це сприяло кар'єрному росту Мілевського.
З початку подій Мілевський стояв на позиціях «партійного бетону», виступав за силове придушення «Солідарності». 24 серпня 1980 року Мілевського кооптовано до складу ЦК ПОРП і включено до комісії, якій доручалося підготувати план силових дій. 8 жовтня 1980 року отримав призначення міністра внутрішніх справ ПНР. Через місяць, на засіданні Політбюро ЦК ПОРП 8 листопада, генерал Мілевський разом з секретарем ЦК з ідеології Стефаном Ольшовським наполягав на встановленні військового правління. Декількома днями раніше заступник Мілевського та начальник СБ Богуслав Стахура розпорядився готувати табори інтернування.
У міністерських звітах партійному керівництву Мілевський у панічних тонах вказував на «наростання прозахідної небезпеки від „Солідарності“ та КОС-КОР». Окремим напрямком організував стеження за членами ПОРП, пов'язаними з «горизонтальними структурами». Категорично відмовлялася легалізувати профспілку співробітників громадянської міліції. Наполягав на жорсткому курсі та силових заходах проти опозиції. У зв'язці з Тадеушем Грабським, Стефаном Ольшовським, Анджеєм Жабинським, Станіславом Кочелеком формував у керівництві ПОРП впливовий «бетонний блок». Користувався активною підтримкою догматичних активістів з «неформального „бетону“», на кшталт KFP та «Реальності».
На IX з'їзді ПОРП у липні 1981 року Мілевського включено до складу Політбюро ЦК ПОРП і призначено секретарем ЦК. У вищому партійному керівництві він опікувався каральним апаратом, насамперед СБ МВС. Його директиви реалізовувалися через заступників голови МВС генерала Стахуру та генерала Кшиштопорського, начальника СБ генерала Цястоня, начальника III департаменту МВС (по боротьбі з антидержавною діяльністю) полковника Вальчинського, начальника IV департаменту МВС (з контролю над церквою) генерала Платека. Проте Мілевський залишив урядову посаду — на чолі МВС Мілевського змінив Чеслав Кіщак, давній службово-відомчий конкурент й особистий супротивник.
Швидкі політичні зміни в армійському командуванні послабили позиції Мілевського. 18 жовтня 1981 року першим секретарем ЦК ПОРП затверджено генерала армії Войцеха Ярузельського (на той час голова Ради міністрів та міністр національної оборони). Ярузельський здійснював керівництво органами МВС через міністра Кіщака, оминаючи секретаря Мілевського. Зокрема, Ярузельського не влаштовувала демонстративна близькість Мілевського до представників спецслужб держав Варшавського договору (КДБ СРСР, Штазі НДР, КДБ НРБ) — у цьому вбачалися амбітні претензії на власну зовнішню політику. Відносини між міністерством оборони та МВС, і раніше далекі від ідилії, серйозно ускладнилися.

### «Директорія» воєнного стану
13 грудня 1981 року у Польщі введено воєнний стан. Влада перейшла до Військової ради національного порятунку на чолі з генералом Ярузельським. Генерал Мілевський був одним з ініціаторів цього рішення та став однією з ключових постатей військово-партійного режиму.
У першій половині 1980-х років Мілевський керував каральним апаратом ПНР. Під його керівництвом у жорстких формах здійснювалося придушення опозиційного руху. Як партійний куратор МВС він здійснював політичне керівництво частинами ЗОМО. За санкції Мілевського діяли спецгрупи СБ МВС на кшталт «ескадронів смерті». Одна з таких груп скоїла вбивство капелана «Солідарності» ксьондза Єжи Попелушка.
До середини 1980-х років належав до урядущої групи генерала Ярузельського, яка неофіційно називалася «Директорією». Попри розбіжності у позиціях, Мілевський неухильно виконував вказівки Ярузельського. Так, наприкінці 1982 року брав участь у ліквідації ідеологічно близької йому «Реальності» Тадеуша Грабського. Водночас Мілевський зміцнював власні апаратні позиції. Саме Мілевський у травні того ж 1982 року наполягав на відставці реформістські налаштованого першого секретаря Познанського воєводського комітету ПОРП Едварда Скшипчака, у регіоні зріс політичний вплив коменданта міліції полковника Зашкевича, з яким Мілевський був у давніх приятельських стосунках.
Характерною рисою політики Мілевського було всіляке зміцнення своїх позицій на малій батьківщині у Ліпську. Місто називали «прижиттєвою пам'яткою Мілевському». Одна з ліпських шкіл названа ім'ям матері. На пам'ятнику перед будівлею школи вигравіювано подячний напис Мирославу Мілевському та перераховано його заслуги перед Липськом (з цього приводу на адресу генерала Стахури направлено критичний анонімний лист).

## Усунення з політики
Після скасування воєнного стану у 1983 році Ярузельський взяв курс на політичне маневрування, яке передбачало обережне пом'якшення режиму. У цих умовах Мілевський з його жорсткою репресивною позицією й ідеологічним догматизмом перетворився на обтяжливий «баласт». Ярузельський характеризував Мілевського як темну особистість. Вкрай напруженими були стосунки Мілевського з Кіщаком. В апаратній боротьбі з міністром внутрішніх справ Мілевський намагався використати навіть загибель Гжегожа Пшемика, але не досяг успіху.
Приводом для усунення Мілевського стало вбивство Попелушка. На суді ватажок убивць капітан СБ Гжегож Пйотровський посилався на політичні настанови Мілевського. На цій підставі у 1985 році Мирослава Мілевського і групу його однодумців знято з усіх партійних і державних посад.
Незабаром після цього Мілевського притягнуто до партійної відповідальності. Спочатку його звинувачували у допущенні вбивства Попелушка, але дуже скоро фокус змістився на «Afera Żelazo». Діяльність у МВС 1970-х років стала предметом розслідування. Керував перевіркою заступник міністра внутрішніх справ генерал Владислав Пожога, найближчий соратник Кіщака. На допиті у спеціальній комісії Політбюро ЦК Мілевський заявив, що «є речі, які начальник розвідки забирає з собою в могилу» — тим самим відмовившись відповідати на низку питань. В особистих листах Ярузельському (залишалися без відповіді) Мілевський нагадував про свої колишні заслуги, висловлював відданість керівництву, але просив «позбавити прямої розмови з товаришем Кіщаком», перед яким був готовий «перепросити у Вашій присутності». На допитах він стверджував, ніби кримінальні операції в Європі відповідала державним інтересам, не визнавав власної матеріальної користі, наполягав, ніби набував золотих речей на законних підставах. Звільнення з МВС стало для нього великим психологічним потрясінням, аж до публічних сліз.
Функції Мілевського у партійному керівництві перейшли до генерала Кіщака (його колишньому підлеглому, який, крім іншого, зводив з Мілевським колишні службові рахунки). Проте, до кримінальної відповідальності у ПНР Мілевський не притягувався.

## Уникнення суду
У 1990 році, після зміни суспільно-політичного устрою Польщі, Мирослава Мілевського заарештовано, він постав перед судом за участь у репресіях 1940-х років. Однак суд вважав недостатньою доказову базу звинувачення, а також врахував вік і стан здоров'я підсудного. Мілевського звільнили.
До кінця життя він залишався почесним громадянином Ліпська. Давався взнаки багаторічне заступництво, яке він надавав рідному місту у період перебування при владі — земляки були вдячні Мілевському за матеріальну допомогу.
Існує припущення, що поблажливе ставлення до Мілевського пояснювалося поширенням на нього конфіденційних домовленостей про гарантії, укладені під час переговорів у Магдаленці та на круглому столі.
Помер Мирослав Мілевський у віці 79 років.

## Роль й оцінки
Мирослав Мілевський вважається у Польщі втіленням комуністичного догматизму, бюрократичної диктатури та поліційного терору. Багато хто висловлював жаль, що він, на відміну від безпосередніх вбивць Єжи Попелушка, уникнув кримінальної відповідальності. Його політичний курс об'єктивно вів громадянську війну. Тому усунення Мілевського визнається заслугою Войцеха Ярузельського, безвідносно спонукальних мотивів цього кроку.
У нечастих розмовах з журналістами Мілевський намагався заперечувати свою роль у репресіях, особливо у вбивстві Попелушка — при тому, що відповідальність Мілевського підтвердив генерал Кіщак. Свою біографію Мілевський пояснював як наслідок важкої історії Польщі другої половини XX століття.